# Passiflora cupiformis
Passiflora cupiformis är en passionsblomsväxtart som beskrevs av Maxwell Tylden Masters. Passiflora cupiformis ingår i släktet passionsblommor, och familjen passionsblomsväxter. Inga underarter finns listade i Catalogue of Life.